# Мещанка (Восточно-Казахстанская область)
Мещанка (каз. Мещанка) — упразднённое село в Бородулихинском районе Восточно-Казахстанской области Казахстана. Упразднено в 2019 г. Входило в состав Петропавловского сельского округа. Код КАТО — 633877400.

## Население
В 1999 году население села составляло 92 человека (43 мужчины и 49 женщин). По данным переписи 2009 года, в селе проживали 104 человека (52 мужчины и 52 женщины).